# Планинарски дом Дојкинци
Планинарски дом Дојкинци (скраћено: ПД Дојкинци; пун назив: Спортско-рекреативни центар Дојкинци, скраћено: СРЦ Дојкинци) се налази у селу Дојкинци на 40 км од Пирота.
Дом је настао 2016. године реконструкцијом и проширивањем старе војне карауле, чиме је овај крај добио тренутно најмодернији и најопремљенији планинарски дом у Србији.
Дом је дат на управљање Туристичкој организацији града Пирота.

## Локација
Планинарски дом се налази у атару села Дојкинци, последњем селу испод обронака Старе планине, поред Дојкиначке реке, на 900 м.н.в., на самом улазу у строге природне резервате парка природе Стара планина.
До дома води асфалтни пут, а та локација је полазна тачка за туре које воде до неких од најлепших резервата природе, као што су Арбиње, Три чуке, Вражја глава и други. Ово је такође полазна тачка и за неке од атрактивних врхова Старе планине - Копрен и Три чуке.
Одавде, па узводно уз Дојкиначку реку идете и уколико планирате обилазак целине под називом водопади Арбиња која обухвата највећи број водопада који се налазе на планини.
Први од водопада на који наилазите је Тупавица, који се налази на само 5 км од дома. Даље вас пут кроз Арбиње води ка Драгановом виру, три кладенца, Куртулском скоку, Копрену и већем броју мањих, непознатих водопада Старе планине.
У близини објекта се налази одмаралиште и туристички комплекс Врело.

## Смештај
Дом располаже са четири групне спаваоне, два апартмана и студиом, укупног капацитета 60 лежаја.
У склопу дома постоји и трпезарија, опремљена кухиња и летњиковац.
Дом је отворен током целе године и потребне су претходне резервације, за случај да су смештајни капацитети већ попуњени.